# Liste banatschwäbischer Persönlichkeiten
Die Liste banatschwäbischer Persönlichkeiten enthält bekannte Vertreter der Banater Schwaben, alphabetisch aufgelistet nach ihrem Schaffensbereich. Ob die Personen ihren späteren Wirkungskreis im Banat hatten, ist dabei unerheblich. Viele wanderten aus dem Banat aus und wurden andernorts bekannt. Die Liste erhebt keinen Anspruch auf Vollständigkeit.

## Autoren und Schriftsteller
| Name                      | Lebensdaten                                   | Beschreibung                                                                         | Bild |
| Otto Alscher              | 1880–1944                                     | Dichter und Schriftsteller                                                           |      |
| Peter Barth               | 1898–1984                                     | Dichter                                                                              |      |
| Albert Bohn               | * 1955                                        | Dichter und Schriftsteller                                                           |      |
| Nikolaus Berwanger        | 1935–1989                                     | Schriftsteller und Journalist                                                        |      |
| Anton Bleiziffer          | * 1950                                        | Schriftsteller, Tonarchivar                                                          |      |
| Herbert Bockel            | * 1940                                        | Literaturlehrer und Forscher                                                         |      |
| Rolf Bossert              | 1952–1986                                     | Dichter                                                                              |      |
| Jan Cornelius             | * 1950                                        | Schriftsteller und Publizist                                                         |      |
| Gerhardt Csejka           | * 1945                                        | Publizist und Übersetzer                                                             |      |
| Hans Dama                 | * 1944                                        | Schriftsteller                                                                       |      |
| Hans Diplich              | 1909–1990                                     | Lyriker, Schriftsteller und Volkskundler                                             |      |
| Marianne Ebner            | 1920–2007                                     | Heimat- und Mundartdichterin                                                         |      |
| Walter Engel              | * 1942                                        | Germanist, Literaturwissenschaftler und Publizist                                    |      |
| Uwe Erwin Engelmann       | 1951–2024                                     | Lyriker, Schriftsteller und Übersetzer                                               |      |
| Horst Fassel              | 1942–2017                                     | Philologe, Literaturhistoriker, Literaturkritiker und Übersetzer                     |      |
| Hans Fink                 | * 1942                                        | Journalist und Publizist                                                             |      |
| Helmuth Frauendorfer      | 1959–2024                                     | Publizist und Dichter                                                                |      |
| Heinrich Freihoffer       | 1921–1998                                     | Mundartautor                                                                         |      |
| Hans Frick                | 1938–2013                                     | Redakteur der Zeitung Neuer Weg, Chefredakteur der Zeitung Globus                    |      |
| Franz Frombach            | 1929–1999                                     | Mundartautor                                                                         |      |
| Luzian Geier              | * 1948                                        | Journalist, Heimatforscher und Chefredakteur                                         |      |
| Carl Gibson               | * 1959                                        | Schriftsteller und Philosoph                                                         |      |
| Balduin Groller           | 1848–1916                                     | Journalist, Schriftsteller und Sportfunktionär                                       |      |
| Peter Grosz               | * 1947                                        | Schriftsteller                                                                       |      |
| Hedi Hauser               | 1931–2020                                     | Kinderbuchautorin                                                                    |      |
| Ilse Hehn                 | * 1943                                        | Schriftstellerin, Künstlerin                                                         |      |
| Franz Heinz               | * 1929                                        | Journalist und Schriftsteller                                                        |      |
| Hans Wolfram Hockl        | 1908–1998                                     | Schriftsteller                                                                       |      |
| Rudolf Hollinger          | 1910–1997                                     | Dichter, Lehrer, Dramatiker                                                          |      |
| Michael Holzinger         | 1920–1996                                     | Schriftsteller in Banater Mundart                                                    |      |
| Franz Xaver Kappus        | 1883–1966                                     | Schriftsteller und Journalist                                                        |      |
| Hans Kehrer               | 1913–2009                                     | Schauspieler und Schriftsteller                                                      |      |
| Kristiane Kondrat         | * 1938                                        | Schriftstellerin und Journalistin                                                    |      |
| Karl Kraushaar            | 1858–1938                                     | Journalist, Autor, Pädagoge und Unternehmer                                          |      |
| Werner Kremm              | * 1951                                        | Autor und Journalist                                                                 |      |
| Walther Konschitzky       | * 1944                                        | Schriftsteller, Ethnologe und Fotograf, Pseudonym Horst Wichland                     |      |
| Luisa Lang Owen           | * 1936                                        | Schriftstellerin                                                                     |      |
| Heinrich Lauer            | 1934–2010                                     | Schriftsteller und Publizist                                                         |      |
| Nikolaus Lenau            | 1802–1850                                     | Dichter und Schriftsteller                                                           |      |
| Franz Liebhard            | 1899–1989                                     | Dichter                                                                              |      |
| Johann Lippet             | * 1951                                        | Schriftsteller                                                                       |      |
| Franz Marschang           | * 1932                                        | Journalist, Veterinär, Schriftsteller                                                |      |
| Brigitte Margert          | * 1975                                        | Schriftstellerin                                                                     |      |
| Karl Wilhelm von Martini  | 1821–1885                                     | Journalist, Schriftsteller und österreichischer Abgeordneter                         |      |
| Irene Mokka               | 1915–1973                                     | Lyrikerin, Pianistin                                                                 |      |
| Herbert-Werner Mühlroth   | * 1963                                        | Publizist und Übersetzer                                                             |      |
| Adam Müller-Guttenbrunn   | 1852–1923                                     | Schriftsteller und Politiker                                                         |      |
| Herta Müller              | * 1953                                        | Schriftstellerin und Nobelpreisträgerin                                              |      |
| Gerhard Ortinau           | * 1953                                        | Schriftsteller                                                                       |      |
| Anton Peter Petri         | 1923–1995                                     | Historiker, Volkskundler und Pädagoge                                                |      |
| Annemarie Podlipny-Hehn   | * 1938                                        | Schriftstellerin, Kunstkritikerin                                                    |      |
| Emmerich Reichrath        | 1941–2006                                     | Journalist, Chefredakteur, Literatur- und Theaterkritiker                            |      |
| Franz Remmel              | * 1931                                        | Journalist, Ethnologe und Schriftsteller                                             |      |
| Horst Samson              | * 1954                                        | Schriftsteller und Journalist                                                        |      |
| Robert Schiff             | * 1934                                        | Schriftsteller und Maler                                                             |      |
| Julia Schiff              | * 1940                                        | Schriftstellerin und Übersetzerin                                                    |      |
| Annie Schmidt-Endres      | 1903–1977                                     | Schriftstellerin                                                                     |      |
| Eduard Schneider          | * 1944                                        | Literaturkritiker, ehemaliger Leiter der Kulturredaktion der Neuen Banater Zeitung   |      |
| Ludwig Stefan Schwarz     | 1925–1981                                     | Mundartautor                                                                         |      |
| Johann Heinrich Schwicker | 1893–1902                                     | Historiker                                                                           |      |
| Werner Söllner            | 1951–2019                                     | Schriftsteller                                                                       |      |
| Johann Szimits            | 1852–1910                                     | Banatschwäbischer Mundartautor                                                       |      |
| Hans Thurn                | 1913–2002                                     | Autor, Übersetzer und Journalist                                                     |      |
| William Totok             | * 1951                                        | Publizist und Schriftsteller                                                         |      |
| Balthasar Waitz           | * 1950                                        | Journalist, Schriftsteller, Dichter und Übersetzer                                   |      |
| Richard Wagner            | 1952–2023                                     | Schriftsteller                                                                       |      |
| Wilhelm Weber             | 1924–2016                                     | Heimatforscher, Buchautor, Lehrer, Bibliothekar                                      |      |
| Ernest Wichner            | * 1952                                        | Dichter, Schriftsteller, Leiter des Literaturhauses Berlin                           |      |
| Peter Winter              | 1898–1985                                     | Pseudonym „Tanjelpheder“, Schriftsteller und Verleger, Herausgeber Die Pollerpeitsch |      |
| * 1947                    | Journalist und Chefredakteur der Banater Post |                                                                                      |      |

## Künstler
| Name                         | Lebensdaten | Beschreibung                                                                                          | Bild    |
| Andreas Ackermann            | 1888–1964   | Kirchenmusiker und Komponist                                                                          |         |
| Anton Arnold                 | 1880–1954   | Tenor                                                                                                 |         |
| Emmerich Bartzer             | 1895–1961   | Violinist, Chorleiter, Komponist                                                                      |         |
| Franz Bittenbinder           | 1937–2006   | Maler                                                                                                 |         |
| Josef Brandeisz              | 1896–1978   | Violinist und Kirchenmusiker                                                                          |         |
| Carmen Birk                  | * 1980      | Schauspielerin                                                                                        |         |
| Gerhard Brössner             |             | Schauspieler                                                                                          |         |
| Géza von Cziffra             | 1900–1989   | Filmregisseur, Drehbuchautor                                                                          | Cziffra |
| Franz Ferch                  | 1900–1981   | Maler und Künstler                                                                                    |         |
| Ingo Glass                   | * 1941      | Bildhauer und Künstler                                                                                |         |
| Nikolaus Halsdorfer          | 1911–1988   | Maler, Grafiker und Kunsterzieher                                                                     |         |
| Robert Hammerstiel           | 1933–2020   | Maler, Grafiker und Holzschneider                                                                     |         |
| Edmund Höfer                 | 1933–2014   | Fotograf                                                                                              |         |
| Ioan Holender                | * 1935      | Direktor der Wiener Staatsoper                                                                        |         |
| Adolf Humborg                | 1847–1921   | Genremaler                                                                                            |         |
| Stefan Jäger                 | 1877–1962   | Maler                                                                                                 |         |
| Zita Johann                  | 1904–1993   | Schauspielerin                                                                                        |         |
| Mara Kayser                  | * 1966      | Schlagersängerin                                                                                      |         |
| Walter Andreas Kirchner      | * 1941      | Bildhauer, Maler und Grafiker                                                                         |         |
| Helmut Klimek                | * 1941      | Musiklehrer, Komponist und Musikverleger                                                              |         |
| Hermann Klee                 | 1883–1970   | Komponist, Dirigent und Hochschulprofessor                                                            |         |
| Walter Michael Klepper       | 1929–2008   | Komponist                                                                                             |         |
| Hildegard Klepper-Paar       | * 1932      | Malerin und Graphikerin                                                                               |         |
| Heinrich Knirr               | 1862–1944   | Landschafts- und Porträtmaler                                                                         |         |
| Hildegard Kremper-Fackner    | 1933–2004   | Graphikerin und Malerin                                                                               |         |
| Franz Kumher                 | 1927–2018   | Bildender Künstler, Lichtkinetiker, Pädagoge                                                          |         |
| Josef Linster                | 1889–1954   | Komponist und Musikpädagoge                                                                           |         |
| Bela Lugosi                  | 1882–1956   | Theater- und Filmschauspieler                                                                         |         |
| Grete Lundt                  | 1892–1926   | Schauspielerin                                                                                        |         |
| Leopold Magenbauer           | 1834–1901   | Lehrer, Chorleiter und Komponist                                                                      |         |
| Franz Metz                   | * 1955      | Musiker, Organist, Dirigent                                                                           |         |
| Martin Metz                  | 1933–2003   | Kirchenmusiker und Komponist                                                                          |         |
| Maleen Pacha                 | 1923–200    | Filmarchitektin und Kostümbildnerin                                                                   |         |
| Miss Platnum                 | * 1980      | Musikerin                                                                                             |         |
| Hans Mokka                   | 1912–1999   | Sänger und Autor                                                                                      |         |
| Johann Müllerperth           | * 1957      | Goldschmied                                                                                           |         |
| Adrian Nuca-Bartzer          | * 1953      | Musikpädagoge, Chorleiter, Dirigent und Leiter des Schubert-Chors Timișoara (1979–1983 und seit 1985) |         |
| Richard Waldemar Oschanitzky | 1939–1979   | Musiker                                                                                               |         |
| Andreas Porfetye             | 1927–2011   | Komponist                                                                                             |         |
| Peter Rohr                   | 1881–1956   | Komponist, Dirigent                                                                                   |         |
| Reiner Schmidt               | 1942–2011   | Bratschist und Dirigent                                                                               |         |
| Matthias Schork              | 1920–1979   | Komponist, Musikpädagoge, Dirigent und Leiter des Schubert-Chors Timișoara                            |         |
| Herbert Schuch               | * 1979      | Pianist                                                                                               |         |
| Alexander Stefi              | 1953–2016   | Schauspieler                                                                                          |         |
| Gabor Steiner                | 1858–1944   | Theaterdirektor                                                                                       |         |
| Franz Steiner                | 1855–1920   | Theaterdirektor                                                                                       |         |
| Helmut Stürmer               | * 1942      | Bühnenbildner und Kostümbildner                                                                       |         |
| Julius Stürmer               | 1915–2011   | Grafiker und Maler                                                                                    |         |
| Julius Vollmer               | 1927–2014   | Schauspieler                                                                                          |         |
| Franz Waschek                | 1900–1961   | Chorleiter, Kirchenmusiker und Komponist                                                              |         |
| Franz Watz                   | * 1949      | Musiker, Komponist und Arrangeur                                                                      |         |
| Nikolaus Wolcz               | * 1944      | Schauspieler und Regisseur                                                                            |         |

## Politiker oder Verbandsvertreter
| Name                      | Lebensdaten | Beschreibung | Bild |  |
| Simon Wilhelm Bartmann    | 1878–1944   | Rechtsanwalt, Notar, Richter und Mitbegründer des jugoslawiendeutschen Schwäbisch-Deutschen Kulturbundes |      |  |
| Franz Blaskovics          | 1864–1937   | Dompropst, Generalvikar des Bistums Timișoara, Mitbegründer der Schwäbischen Autonomiepartei, Mitglied im Ungarischen Reichstag und Senator in Bukarest |      |  |
| Anton Breitenhofer        | 1912–1989   | kommunistischer Politiker, Autor, Chefredakteur |      |  |
| Hans Burger               |             | Beisitzer im Bundesvorstand der Landsmannschaft der Banater Schwaben |      |  |
| Manfred Engelmann         | 1956–2023   | Bundeskulturreferent der Landsmannschaft der Banater Schwaben |      |  |
| Josef Gabriel             | 1880–1959   | Politiker (UDVP, DSVP) und ehemaliger Abgeordneter der rumänischen Abgeordnetenkammer |      |  |
| Ovidiu Ganț               | * 1966      | Politiker und Schulleiter des Nikolaus-Lenau-Lyzeums |      |  |
| Barbara Gaug              |             | Vorsitzende des Landesverbandes NRW der Landsmannschaft der Banater Schwaben |      |  |
| Reinhold Heegn            | 1875–1925   | Politischer Führer der Donauschwaben in der Vojvodina |      |  |
| Sepp Helfrich             | 1900–1963   | Landeshauptmann der Steiermark |      |  |
| Nikolaus Hans Hockl       | 1908–1946   | Pädagoge und Leiter des Schulamtes der „Deutschen Volksgruppe in Rumänien“ |      |  |
| Matthias „Matz“ Hoffmann  | 1891–1957   | Bundesvorsitzender der Landsmannschaft der Banater Schwaben von 1947 bis 1953 |      |  |
| Kaspar Hügel              | 1908–1946   | Pädagoge, NS-Funktionär und Leiter des Schulamtes der „Deutschen Volksgruppe in Rumänien“ |      |  |
| Franz Klein               | 1919–2008   | Obmann der Landsmannschaft der Banater Schwaben in Österreich |      |  |
| Bernhard Krastl           | * 1950      | Bundesvorsitzender der Landsmannschaft der Banater Schwaben von 2002 bis 2011 |      |  |
| Franz Kräuter             | 1885–1969   | Professor an der Katholischen Deutschen Lehrerbildungsanstalt und Abgeordneter im rumänischen Parlament |      |  |
| Peter Krier               | 1935–2024   | Stellvertretender geschäftsführender Bundesvorsitzender der Landsmannschaft der Banater Schwaben |      |  |
| Jakob Laub                | 1924–2020   | Bundesvorsitzender der Landsmannschaft der Banater Schwaben von 1986 bis 2002 |      |  |
| Peter-Dietmar Leber       | * 1959      | Bundesvorstand und Bundesgeschäftsführer der Landsmannschaft der Banater Schwaben seit 2011 |      |  |
| Kaspar Muth               | 1876–1966   | Politiker und Obmann der Schwäbischen Autonomiepartei und des Verbands der Deutschen in Rumänien |      |  |
| Erich Pfaff               | 1930–2011   | Professor für Architekturgeschichte, Schulleiter des Nikolaus-Lenau-Lyzeums, Erster Vorsitzender des Demokratischen Forums der Deutschen im Banat |      |  |
| Josef „Sepp“ Schmidt      | 1913–1993   | Bundesvorsitzender der Landsmannschaft der Banater Schwaben von 1966 bis 1978 |      |  |
| Helmut Schneider          | * 1931      | Ingenieur und Mitglied im Bundesvorstand der Landsmannschaft der Banater Schwaben |      |  |
| Karl Singer               | 1940–2015   | Mathematiker, Hochschullehrer, Gründungsmitglied und Vorsitzender des Demokratischen Forums der Deutschen im Banat |      |  |
| Michael Stocker           | 1911–2003   | Bundesvorsitzender der Landsmannschaft der Banater Schwaben von 1966 bis 1978 |      |  |
| Emmerich Stoffel          | 1913–2008   | Generalsekretär des Deutschen Antifaschistischen Komitees für Rumänien, Mitglied des Zentralkomitees der Rumänischen Kommunistischen Partei und rumänischer Botschafter in der Schweiz |      |  |
| Hans-Thomas Tillschneider | * 1978      | Islamwissenschaftler, Publizist und Politiker der AfD |      |  |
| Anton Valentin            | 1898–1967   | deutscher Lehrer, Schulleiter, NS-Funktionär und Bundesvorsitzender der Landsmannschaft der Banater Schwaben von 1953 bis 1966 |      |  |
| Koloman Wallisch          | 1889–1934   | österreichischer sozialdemokratischer Arbeiterführer |      |  |
| Georg Weifert             | 1850–1937   | Industrieller, Nationalbankpräsident des Königreichs Serbien und erster Nationalbankpräsident Jugoslawiens bzw. des Königreichs der Serben, Kroaten und Slowenen |      |  |
| Maria Werthan             | *1952       | Sozialwissenschaftlerin, Präsidentin Frauenverband im Bund der Vertriebenen 2014–2025, seit 2021 Trägerin des Bundesverdienstkreuzes am Bande, Mitglied des Präsidiums des Bundes der Vertriebenen, Mitglied im Kuratorium der Kulturstiftung der deutschen Vertriebenen für Wissenschaft und Forschung, Autorin und Herausgeberin |      |  |

## Sportler
| Name                 | Lebensdaten | Beschreibung                                                                                    | Bild |
| Gertrude Baumstark   | 1941–2020   | Schachmeisterin                                                                                 |      |
| Rudolf Bürger        | 1908–1980   | Fußballspieler und -trainer                                                                     |      |
| Alexandru Dan        | * 1907      | Turner                                                                                          |      |
| Helmut Duckadam      | 1959–2024   | Fußballspieler                                                                                  |      |
| Emilia Eberle        | * 1964      | Kunstturnerin                                                                                   |      |
| Alexander Fölker     | * 1956      | Handballspieler                                                                                 |      |
| Josef Jakob          | * 1939      | Handballspieler und -trainer                                                                    |      |
| Sabine Klimek        | * 1991      | Handballspielerin                                                                               |      |
| Hartmut Mayerhoffer  | * 1969      | Handballspieler und -trainer                                                                    |      |
| Hans Moser           | * 1937      | Handballspieler und -trainer                                                                    |      |
| Josef „Jupp“ Posipal | 1927–1997   | Fußballer, rechter Verteidiger der deutschen Elf bei der Weltmeisterschaft 1954                 |      |
| Hansi Schmidt        | 1942–2023   | Handballspieler                                                                                 |      |
| Kurt Szilier         | * 1957      | Kunstturner und Turntrainer                                                                     |      |
| Werner Stöckl        | * 1952      | Handballspieler                                                                                 |      |
| Mihai Tänzer         | 1905–1993   | rumänischer und ungarischer Fußballspieler und -trainer                                         |      |
| Emerich Vogl         | 1905–1971   | Fußballspieler und -trainer                                                                     |      |
| Johnny Weissmüller   | 1904–1984   | Schwimmer, Wasserballspieler, fünffacher Olympiasieger und Filmschauspieler (Tarzan-Darsteller) |      |
| Rudolf Wetzer        | 1901–1993   | Fußballspieler und Fußballtrainer                                                               |      |
| Hans Wiesenmayer     | 1924–2007   | Leichtathlet und Mediziner                                                                      |      |

## Vertreter von Glaubensgemeinschaften
| Name                         | Lebensdaten | Beschreibung                                                                                              | Bild |
| Georg Bauer                  | 1843–1925   | Päpstlicher Prälat, Generalvikar und Domherr der Cenader Diözese                                          |      |
| Adalbert Boros               | 1908–2003   | Titularerzbischof von Ressiana, Dompropst des Bistums Timișoara und Rektor des Priesterseminars Timișoara |      |
| Otto Dittrich                | 1884–1927   | Pfarrer, Mitbegründer des Banater Deutschen Sängerbundes                                                  |      |
| Nikolaus Hummel              | 1924–2006   | Bischof der Altkatholischen Kirche Österreichs                                                            |      |
| Johann Iván Frigyér          | 1898–1987   | Ordinarius substitutus im Bistum Timișoara.                                                               |      |
| Ludwig Kayser von Gáad       | 1862–1945   | Römisch-katholischer Dompropst der Diözese Timişoara, sowie Kaplan von Großsanktnikolaus und Domherr      |      |
| Sebastian Kräuter            | 1922–2008   | Bischof des Bistums Timişoara                                                                             |      |
| Josef Nischbach              | 1889–1970   | Theologieprofessor, Domherr und Päpstlicher Prälat                                                        |      |
| Augustin Pacha               | 1870–1954   | Bischof des Bistums Timişoara                                                                             |      |
| Martin Roos                  | * 1942      | Bischof des Bistums Timişoara                                                                             |      |
| Elisabeth Schüssler Fiorenza | * 1938      | Katholische Theologin                                                                                     |      |

## Wissenschaftler
| Name                | Lebensdaten | Beschreibung                                                                       | Bild |
| Thomas Breier       | 1945–2023   | Medizinhistoriker                                                                  |      |
| Karl Diel           | 1855–1930   | Chirurg, Krankenhausleiter                                                         |      |
| Hans Gehl           | 1939–2022   | Germanist und Sprachforscher                                                       |      |
| Gottfried Habenicht | * 1934      | Musikethnologe und Musikwissenschaftler                                            |      |
| Stefan Hell         | * 1962      | Physiker, Erfinder und Nobelpreisträger                                            |      |
| Johann Heuffel      | 1800–1857   | Komitatsarzt und Nestor der Banater Botaniker                                      |      |
| August Kanitz       | 1843–1896   | Botaniker                                                                          |      |
| Günter Kappler      | * 1939      | Wissenschaftler                                                                    |      |
| Walter Kindl        | * 1943      | Musikwissenschaftler, Domkapellmeister                                             |      |
| Alexander Krischan  | 1921–2009   | Bibliograph, Kulturmonograph und Historiker                                        |      |
| Erich Lammert       | 1912–1997   | Volkskundler                                                                       |      |
| Peter Lamoth        | 1908–1995   | Physiker, Universitätsprofessor                                                    |      |
| Heinrich Lay        | 1928–2022   | Historiker, Pädagoge                                                               |      |
| Helmuth Mojem       | * 1961      | Germanist                                                                          |      |
| Wilhelm Mühle       | 1844–1908   | Landschaftsarchitekt und Rosenzüchter                                              |      |
| Maria Pechtol       | 1918–2003   | Sprachwissenschaftlern, Germanistin                                                |      |
| Hans Röhrich        | 1899–1988   | Chirurg, Universitätsprofessor                                                     |      |
| Josef Reichel       | 1907–1969   | Chemiker, Universitätsprofessor                                                    |      |
| Josef Schütz        | ?–1960      | Pädagoge, Direktor des Deutschen Römisch-Katholischen Knabenlyzeums an der Banatia |      |
| Carl Sonklar        | 1816–1885   | Militärgeograph                                                                    |      |
| Anton Sterbling     | * 1953      | Soziologe und Pädagoge                                                             |      |
| Herbert Weiss       |             | Musikpädagoge                                                                      |      |
| Hans Weresch        | 1902–1986   | Lehrer, Forscher und Kulturpolitiker                                               |      |
| Waldemar Wittmann   | 1925–1988   | Wirtschaftswissenschaftler                                                         |      |
| Johann Wolf         | 1905–1982   | Philosoph, Sprach- und Literaturwissenschaftler                                    |      |
| Josef Wolf          | * 1952      | Historiker                                                                         |      |

## Andere
| Name                | Lebensdaten | Beschreibung                                                                                | Bild     |
| Hans Fackelmann     | 1933–1979   | Architekt, Hochschuldozent                                                                  |          |
| Georg Fleps         | 1922–?      | Sturmmann der Waffen-SS                                                                     |          |
| Stefan Fröhlich     | 1889–1978   | zunächst österreichischer und deutscher Offizier, zuletzt General der Flieger der Luftwaffe | Fröhlich |
| Mathias Hubert      | 1892–1964   | Architekt                                                                                   |          |
| Franz Künstler      | 1900–2008   | Kanonier, letzter überlebender Veteran der k.u.k. Armee und der Mittelmächte                |          |
| Hartwig Michels     | * 1941      | Ingenieur, Erfinder, Luftkissenkonstrukteur                                                 |          |
| Georg Klapka        | 1820–1892   | ungarischer General während der Ungarischen Revolution 1848/1849                            |          |
| Wilma Michels       |             | Lektorin beim Facla Verlag                                                                  |          |
| Jakob Neumann       | 1920–2009   | Generalschulinspektor                                                                       |          |
| Johann Osswald      | 1712–1752   | Anwerber deutscher und französischer Siedler zur Kolonisation des Banats                    |          |
| Peter Potye         | 1925–2022   | Zeitzeuge                                                                                   |          |
| Heinrich Schubkegel | 1838–1991   | Pädagoge, Generalschulinspektor                                                             |          |
| Josef Zauner        | 1895–1959   | Verleger, Esperantist und Pionier der europäischen Einigung                                 |          |